# 8554 Gabreta
8554 Gabreta eller 1995 KH är en asteroid i huvudbältet som upptäcktes den 25 maj 1995 av den tjeckiska astronomen Miloš Tichý vid Kleť-observatoriet. Den är uppkallad efter det antika namnet på bergskedjan Böhmerwald.